# Liquiditätsrisiko
Das Liquiditätsrisiko beschreibt die unternehmerische Gefahr für Banken und andere Marktakteure, eingegangenen Zahlungsverpflichtungen nicht nachkommen zu können oder sogar vollständig auszufallen. Das Liquiditätsrisiko ist eine Kenngröße des Risikomanagements, da davon die finanzielle Stabilität des Unternehmens abhängt.

## Allgemeines
Diese Definition enthält Bestandsgrößen, doch kann das Liquiditätsrisiko auch durch Stromgrößen definiert werden. Dann besteht es in der Gefahr, dass die Einzahlungen nicht ausreichen, um sämtliche fälligen Auszahlungen zu decken oder Zahlungsmittel nur zu erhöhten Refinanzierungskosten beschafft werden können. Beide Fälle betreffen die Liquidität eines Wirtschaftssubjektes. Das kann die Liquidität von Unternehmen, Privathaushalten oder des Staates betreffen. Insbesondere bei Unternehmen umfassen deren Unternehmensziele oder Nebenbedingungen die Sicherung der Liquidität.

## Mathematische Darstellung
Gegenübergestellt werden die Einzahlungen (bestehend aus Bareinzahlungen und bargeldlosen Einzahlungen wie Gutschriften) {\displaystyle EZ} und die Auszahlungen (bestehend aus Barauszahlungen und bargeldlosen Auszahlungen wie Lastschriften) {\displaystyle AZ}. Die Gefahr besteht beim Liquiditätsrisiko konkret darin, dass die tatsächlichen Einzahlungen {\displaystyle EZ_{t}} geringer sind als die geplanten Einzahlungen {\displaystyle EZ_{p}}:
{\displaystyle EZ_{t}<EZ_{p}} oder
die tatsächlichen Auszahlungen {\displaystyle AZ_{t}} höher sind als die geplanten Auszahlungen {\displaystyle AZ_{p}}:
{\displaystyle AZ_{t}>AZ_{p}}.
Auf Grundlage des Zahlungsmittelbestands {\displaystyle ZMB} lässt sich der Liquiditätsstatus wie folgt ermitteln:
| Liquiditätsstatus     | Definition                      |
| --------------------- | ------------------------------- |
| Idealliquidität       | {\displaystyle ZMB_{I}=ZMB_{S}} |
| Liquiditätsüberschuss | {\displaystyle ZMB_{I}>ZMB_{S}} |
| Liquiditätsdefizit    | {\displaystyle ZMB_{I}<ZMB_{S}} |

Dabei ist {\displaystyle ZMB_{I}} der tatsächlich vorhandene Zahlungsmittelbestand (Istwert) und {\displaystyle ZMB_{S}} der geplante oder erforderliche Zahlungsmittelbestand (Sollwert). Das Liquiditätsrisiko zeigt sich formal in einem Liquiditätsüberschuss oder Liquiditätsdefizit.

## Nichtbanken
In Nichtbanken soll das Cash Management oder Liquiditätsmanagement für die Sicherung der Liquidität sorgen, womit sich häufig die Organisationseinheiten des Treasury oder das Bilanzstrukturmanagements befassen. Das Ziel des Risikomanagements ist, das Unternehmen jederzeit und nachhaltig mit ausreichend Liquidität auszustatten und finanzwirtschaftliche Risiken (beispielsweise das Liquiditätsrisiko) zu begrenzen. Dabei sind Liquiditätsüberschuss (Minimierung der Rentabilität) und Liquiditätsdefizit (Minimierung des Insolvenzrisikos) zu verhindern. Die Allgemeine Betriebswirtschaftslehre konnte viele Erkenntnisse der Bankbetriebslehre übernehmen, die sich mit den spezifischen Liquiditätsrisiken der Kreditinstitute auseinandersetzt.
Die Privathaushalte verringern ihr Liquiditätsrisiko durch eine private Liquiditätsrechnung.

## Bankwesen
Von besonderer Bedeutung ist im Bankwesen das Liquiditätsrisiko für Kreditinstitute. Ein Liquiditätsrisiko im weiteren Sinne ist für Kreditinstitute stets dann gegeben, wenn unsichere Zahlungsströme von ihrem Erwartungswert abweichen und das Institut potenziell nicht zu jeder Zeit in der Lage ist, alle fälligen Zahlungsverpflichtungen termingerecht und vollständig zu erfüllen. Dabei ist zu berücksichtigen, dass die Bankenliquidität in hohem Maße fremdbestimmt (durch Bankkunden und den Interbankenhandel) ist, was eine Liquiditätsplanung erschwert.

### Klassische Theorien
Insbesondere haben sich vier Theorien mit dem Liquiditätsrisiko befasst:
- Die Goldene Bankregel (Otto Hübner) aus 1854 besagt, dass es keine Inkongruenz zwischen der Kapitalbindungsdauer der Passivseite (Mittelaufnahme) und der der Aktivseite (Mittelverwendung) geben darf. Somit würde keine Fristentransformation betrieben, und es bestünden keine Liquiditätsrisiken. „Der Credit, welchen eine Bank geben kann, ohne Gefahr zu laufen, ihre Verbindlichkeiten nicht erfüllen zu können, muss nicht nur im Betrage, sondern auch in der Qualität dem Credite entsprechen, welchen sie genießt“.[8]
- Bodensatztheorie: Adolph Wagner entwickelte 1857 den Grundsatz Hübners weiter, indem er keine vollständige Entsprechung zwischen Kreditgeschäft und Einlagengeschäft mehr verlangte.[9] Die Bodensatztheorie berücksichtigt, dass Einlagen (Sicht-, Termin- und Spareinlagen) zumindest teilweise länger als ihre nominale Bindungsdauer zur Verfügung stehen. Ein Beispiel sind Girokonten, auf denen Geld normalerweise länger als die eintägige Kündigungsfrist angelegt ist.
- Shiftability-Theorie: Karl Knies legte 1879 mit seiner Realisationstheorie die Grundlage. Er wies insbesondere darauf hin, dass bei Liquiditätsüberlegungen auch berücksichtigt werden muss, dass bestimmte Aktiva bei Bedarf monetarisierbar sind, und zwar unabhängig von ihrer ursprünglichen Laufzeit.[10] Die von Harold G. Moulton entwickelte Shiftability-Theorie geht davon aus, dass die Bankenliquidität nicht von der Refinanzierung abhängt, sondern vielmehr durch die Liquidierbarkeit ihrer Vermögenswerte in liquide Mittel bestimmt wird.[11] Solche Vermögenswerte können durch ihre Abtretung (englisch shiftability) in Primärliquidität verwandelt werden. Aus diesem Grund halten Kreditinstitute eine sogenannte Liquiditätsreserve an marktliquiden Wertpapieren (sekundärliquide Mittel), die bei Bedarf durch Verkauf oder über Pensionsgeschäfte in Primärliquidität umgewandelt werden können.
- Maximalbelastungstheorie: Wolfgang Stützel erkannte 1959, dass im Falle der maximalen Liquiditätsbelastung (beim Bank Run) die Bodensatztheorie außer Kraft gesetzt ist, da man sich nun nicht mehr „einer sehr großen Zahl voneinander unabhängiger Einzelrisiken gegenübersieht“.[12] Im Gegensatz zu den bisher genannten Ansätzen sieht die Maximalbelastungstheorie das Refinanzierungsrisiko als ein Ertragsrisiko. Sie geht davon aus, dass jeder Vermögenswert bei einem entsprechenden Wertabschlag liquidierbar ist. Wenn die Summe dieser Wertabschläge kleiner als die Höhe des Eigenkapitals ist, kann jeder Abfluss von Zahlungsmitteln gedeckt werden, ohne dass die Gefahr einer Insolvenz gegeben wäre.

Die goldene Bankregel negiert die wirtschaftliche Funktion der Fristentransformation und ist deshalb im modernen Bankwesen bedeutungslos. Die Bodensatz- und die Shiftability-Theorie haben Eingang in moderne Verfahren zum Liquiditätsrisikomanagement gefunden. Ebenso wird der Grundgedanke der Maximalbelastungstheorie, dass Vermögensgegenstände ggf. nur mit einem Abschlag zu liquidieren sind, weiterhin verwendet. Die Maximalbelastungstheorie ist aber als Steuerungsinstrument unter der Going-Concern-Annahme (vgl. Fortführungsprinzip) nicht geeignet, da sie ggf. die Liquidation eines erheblichen Teils des Unternehmens vorsieht.

### Rechtsgrundlagen
Die besondere Bedeutung des Liquiditätsrisikos für Kreditinstitute hat die Bankenaufsicht bereits in früheren Zeiten zum Erlass entsprechender Rechtsnormen veranlasst. Das im Dezember 1934 in Kraft getretene – und im Januar 1961 reformierte – Kreditwesengesetz enthielt Grundsätze über Eigenmittel und Liquidität, die im Januar 1962 eine Konkretisierung durch Grundsatz I und im April 1962 durch Grundsatz II und Grundsatz III erfuhren.
Heute werden die Liquiditätsanforderungen an Kreditinstitute einheitlich in allen EU-Mitgliedstaaten durch die seit Januar 2014 geltende Kapitaladäquanzverordnung (CRR) geregelt (Kapitaladäquanzverordnung), ergänzt durch nationale Vorschriften wie in Deutschland durch die MaRisk in BTR 3 (Konkretisierung aus § 25a KWG) und die Liquiditätsverordnung (LiqV). Letztere gilt jedoch gemäß § 1 LiqV seit Januar 2018 lediglich noch für Bürgschaftsbanken, Wohnungsunternehmen mit Spareinrichtung, Wertpapierfirmen und Finanzdienstleistungsinstitute gemäß § 1 Abs. 1a KWG.
Für alle übrigen Kreditinstitute gelten die Bestimmungen der Art. 411 bis 428 CRR. Gemäß Art. 412 CRR müssen Kreditinstitute über liquide Aktiva {\displaystyle ZMB} verfügen, deren Gesamtwert die Liquiditätsabflüsse {\displaystyle AZ} abzüglich der Liquiditätszuflüsse {\displaystyle EZ} unter Stressbedingungen abdeckt, damit gewährleistet wird, dass sie über angemessene Liquiditätspuffer verfügen, um sich einem möglichen Ungleichgewicht zwischen Liquiditätszuflüssen und -abflüssen unter erheblichen Stressbedingungen während 30 Tagen stellen zu können. Mathematisch ergibt sich aus dieser Anforderung des Art. 412 CRR folgende Definitionsgleichung:
{\displaystyle ZMB=EZ\geq AZ}.
In Stressperioden dürfen Institute ihre liquiden Aktiva zur Deckung ihrer Netto-Liquiditätsabflüsse verwenden. Eine Meldepflicht begründet Art. 415 CRR, denn die Institute melden den zuständigen Behörden in einer einzigen Währung – unabhängig von der tatsächlichen Denomination – die in den CRR aufgezählten Bilanzpositionen und deren Bestandteile, einschließlich der Zusammensetzung ihrer liquiden Aktiva gemäß Artikel 416 CRR. Liquide Aktiva werden nach Art. 418 CRR mit ihrem Marktwert gemeldet, vorbehaltlich angemessener Abschläge, die mindestens die Duration, das Kredit- und Liquiditätsrisiko und typische Abschläge auf Pensionsgeschäfte in allgemeinen Stressphasen des Marktes widerspiegeln.
Zu den internen Managementprozessen veröffentlichte der Basler Ausschuss für Bankenaufsicht im Jahre 2000 die Empfehlung „Sound Practices for Managing Liquidity in Banking Organisations“. Im September 2008 wurde ebenfalls als Reaktion auf die Finanzmarktkrise eine überarbeitete Version veröffentlicht. Infolge der Finanzkrise ab 2007 hat der Basler Ausschuss Empfehlungen zu quantitativen Vorschriften zur Begrenzung von Liquiditätsrisiken erarbeitet, die seit Dezember 2010 als Internationale Rahmenvereinbarung über Messung, Standards und Überwachung in Bezug auf das Liquiditätsrisiko vorliegen. Hierin werden zwei aufsichtliche Kennzahlen vorgeschlagen, mit deren Limitierung das Liquiditätsrisiko in der kurzen Frist (bis 30 Tage, Liquiditätsdeckungsquote LCR) und in der mittleren Frist (bis 1 Jahr, strukturelle Liquiditätsquote NSFR) Frist begrenzt werden soll. Außerdem werden Standards für die Überwachungstätigkeit der Bankaufsichtsbehörden formuliert. In Bezug auf die LCR sowie die aufsichtlichen Standards wurde der Standard zum Januar 2013 nochmals überarbeitet („The Liquidity Coverage Ratio and liquidity risk monitoring tools“).
Das Committee of European Banking Supervisors (CEBS, seit 2011 Ausschuss der Europäischen Aufsichtsbehörden für das Bankwesen EBA) hat im Dezember 2009 ebenfalls Leitlinien vorgelegt („Guidelines on Liquidity Buffers & Survival Periods“), die auf die bankinternen Risikomanagementprozesse im Sinne der zweiten Säule von Basel II zielen.

### Transformationsrisiken
Die banktypischen Transformationsleistungen führen zu eigenständigen Finanzrisiken, die in einem Liquiditätsrisiko münden:
| Transformationsleistung   | Finanzrisiko                                                         |
| ------------------------- | -------------------------------------------------------------------- |
| Fristentransformation     | Zinsänderungsrisiko, Refinanzierungsrisiko                           |
| Losgrößentransformation   | Großkreditrisiko, Millionenkreditrisiko                              |
| räumliche Transformation  | Länderrisiko, Währungsrisiko                                         |
| Risikotransformation      | Ausfallrisiko, Bonitätsrisiko, Kursrisiko, Preisrisiko, Terminrisiko |
| Liquiditätstransformation | Abrufrisiko, Liquidationsrisiko                                      |

Eine räumliche Transformation liegt vor, wenn Zahlungsströme zwischen unterschiedlichen Staaten und/oder unterschiedlichen Währungen erfolgen. Als Liquiditätstransformation wird die Refinanzierung illiquider Aktiva durch hochliquide Passiva verstanden, also beispielsweise ein notleidender Kredit durch eine Spareinlage. Das Terminrisiko besteht aktivisch in der unerwarteten Kapitalbindungsdauer von verspätetem Schuldendienst im Kreditgeschäft (Zahlungsverzug) und passivisch in vorzeitiger Verfügung über Bankguthaben im Einlagengeschäft.
Häufig wird das Refinanzierungsrisiko nach drei Kategorien unterteilt:
- Refinanzierungsrisiko im engeren Sinne,
- Terminrisiko,
- Abrufrisiko.

Hierbei ergibt sich das Refinanzierungsrisiko daraus, dass die vereinbarten Kapitalbindungsfristen auf der Aktivseite länger sind als auf der Passivseite, was die Gefahr birgt, dass die Anschlussfinanzierung nicht dargestellt werden kann (deshalb auch Anschlussfinanzierungsrisiko oder Substitutionsrisiko).
Das Abrufrisiko besteht aus dem Risiko, dass Zahlungsmittel vorzeitig oder unerwartet in Anspruch genommen werden, wie der Abruf von Einlagen oder Kreditzusagen. In seiner extremsten und bekanntesten Form tritt das Abrufrisiko als „Bank Run“ auf.
Die genannten Formen des Refinanzierungsrisikos bedrohen durch die Gefahr der Insolvenz direkt die Existenz des betroffenen Unternehmens. Eine neuere Begriffsbildung ist die des Liquiditätsspreadrisikos, womit ein aus der Fristentransformation resultierendes Ertragsrisiko bezeichnet wird. Mit Liquiditätsspreadrisiko wird das Risiko bezeichnet, dass bei Anschlussfinanzierungen der Zinsaufschlag, den der sich Liquidität beschaffende Schuldner auf Grund des Kreditrisikos zahlen muss (Liquiditätsspread aus Sicht des Schuldners, Bonitätsspread aus Sicht der Gläubiger), sich erhöht und so erhöhte Refinanzierungskosten den Gewinn schmälern.

## Versicherungswesen
Nach § 124 Abs. 1 Nr. 2 VAG sind bei Versicherungsunternehmen die Vermögenswerte des Sicherungsvermögens so anzulegen, dass Sicherheit, Qualität, Liquidität und Rentabilität des Portfolios als Ganzes sichergestellt werden; außerdem muss die Belegenheit der Vermögenswerte ihre Verfügbarkeit gewährleisten. Damit beinhaltet in der Versicherungsbetriebslehre das Liquiditätsrisiko die Gefahr, dass Kapitalanlagen nicht so zeit- und sachgerecht in Primärliquidität umgewandelt werden können, damit ein Versicherungsunternehmen seine fälligen Zahlungsverpflichtungen erfüllen kann. Der Rechtsbegriff Liquiditätsrisiko wird als dasjenige Risiko definiert, dass Versicherungsunternehmen nicht in der Lage sind, Kapitalanlagen und andere Vermögenswerte zu realisieren, um ihren finanziellen Verpflichtungen bei Fälligkeit nachzukommen (§ 7 Nr. 19 VAG). Das  Liquiditätsrisiko von Versicherungen wird allgemein als gering eingestuft, solange der Versicherungsbestand nicht abnimmt, Versicherungsprämien adäquat kalkuliert sind, die Risikoselektion mindestens der Grundgesamtheit entspricht, die Reservierung ausreicht und das Sicherungsvermögen vorsichtig angelegt ist. Je niedriger die betriebswirtschaftliche Kennzahl der Schadenquote ausfällt, umso geringer ist das versicherungstechnische Liquiditätsrisiko.

## Moderne Ansätze im Risikomanagement
Bis zur Finanzkrise ab 2007 wurde dem Liquiditätsrisiko in Kreditinstituten nur eine nachgeordnete Bedeutung beigemessen. Es wurde davon ausgegangen, dass sich Banken die notwendige Liquidität kurzfristig über den damals sehr liquiden Geldmarkt beschaffen können. Voraussetzung hierzu war jedoch eine gute Kreditwürdigkeit (Bonität). In dieser Sichtweise brauchte eine Bank nur ihre eigene Bonität zu steuern, um damit auch das Liquiditätsrisiko zu steuern. Verkürzt wird dieser Zusammenhang durch die These „Die Liquidität folgt der Bonität“ beschrieben, die auf Wolfgang Stützel zurückgeht.
Allerdings wurde auch schon vor der Finanzkrise erkannt, dass eine kurzfristig zu beschaffende Refinanzierung sich im Falle ungünstiger Konditionen auf die Rentabilität und damit auf die Bonität einer Bank auswirken kann. Außerdem war die Gefahr von Anomalien auf den Geld- und Kapitalmärkten erkannt, die im Extremfall zur Illiquidität eines Institutes führen könnten. Letztlich musste eine Bank mit guter Bonität im Zweifel in der Lage sein, diese gute Bonität auch dem Markt zu signalisieren. Aus diesen Erkenntnissen folgte die Notwendigkeit einer eigenständigen Steuerung des Liquiditätsrisikos, die an den Risikoquellen ansetzt.
Aktuelle Ansätze zum Management des Refinanzierungsrisikos heben daher auf die Betrachtung von Zahlungsströmen ab. Dabei werden unter Berücksichtigung der Bodensatz- und der Shiftability-Theorie aus dem Geschäftsbestand zukünftige Zahlungsabflüsse und -zuflüsse abgeleitet.
Wesentliche Elemente eines Liquiditätsrisikomanagements sind:
- Ein von der Geschäftsführung verabschiedetes Rahmenwerk zum Liquiditätsrisikomanagement (Risikostrategie);
- Definierte Kompetenzen und Verantwortlichkeiten;
- Methoden und Werkzeuge zur Messung und Überwachung der Liquiditätsrisiken;
- Die Analyse der Auswirkung von Krisenszenarien auf die Liquidität des Unternehmens;
- Regeln zur Begrenzung von Liquiditätsrisiken, z. B. die Definition von risikobegrenzenden Limiten, die in Einklang mit der Risikostrategie stehen,
- Die Einrichtung eines liquiditätsrisikobezogenen Berichtswesens;
- Definition von Maßnahmen im Falle eines Liquiditätsengpasses (Notfallplanung);
- Diversifikation der Refinanzierungsquellen (z. B. Kundeneinlagen, Wertpapierpensionsgeschäften, eigene Emissionen, Verbriefungen);
- Bereithalten von Reserveliquidität zur Abdeckung von unerwarteten Zahlungsmittelabflüssen (in Form von liquiden Wertpapieren, notenbankfähigen Sicherheiten, Guthaben, erhaltenen Kreditzusagen).

Das Liquiditätsrisikomanagement muss in einer Organisationseinheit gebündelt werden.

## Wirtschaftliche Aspekte
Für alle Unternehmensarten gelten folgende liquiditätsbezogenen Organisationsmittel:

### Liquiditätsrisikomanagement
Zur Beurteilung des Liquiditätsrisikos werden traditionell Liquiditätskennziffern verwendet, die meist als Quotienten aus bilanzbezogenen Größen gebildet werden. Über die Beobachtung der Kennziffern im Zeitablauf und über Sollvorgaben können Steuerungsimpulse abgeleitet werden. Wesentliche Elemente eines Liquiditätsrisikomanagements sind:
- Der Liquiditätsindex, der die Summe der laufzeitgewichteten Aktiva ins Verhältnis zur Summe der laufzeitgewichteten Passiva setzt. Je größer der Liquiditätsindex im Vergleich zur Zahl 1 ist, desto höher ist das Ausmaß der Fristentransformation.
- Die klassischen Kennzahlen der Liquidität ersten, zweiten und dritten Grades (sog. Liquiditätsgrade) setzen in verschiedenen Abgrenzungen die Höhe kurzfristige Auszahlungsverpflichtungen ins Verhältnis zum Volumen der kurzfristig zur Verfügung stehenden Zahlungsmittel oder Liquiditätsreserven.
- Kennzahlen zur Einlagenkonzentration drücken aus, in welchem Maße Großeinleger vorhanden sind und somit, wie die Liquiditätssituation vom Verhalten einzelner Einleger beeinflusst werden kann.

Der generelle Nachteil dieser Liquiditätskennziffern ist, dass sie nur Teile der Liquiditätsrisikotreiber abbilden und zudem auf Bilanzbestände und nicht auf Zahlungsströme direkt abstellen.

### Liquiditätsablaufbilanz und Gap-Analyse
Eine verbreitete Methode, das Liquiditätsrisiko darzustellen, sind die Liquiditätsablaufbilanz und die damit verbundene Gap-Analyse. Eine Liquiditätsablaufbilanz enthält eine Prognose über zukünftige Zahlungsmittelzu- und -abflüsse, die auf einem Zeitstrahl dargestellt werden. Die Prognose wird auf Basis der Bankgeschäfte, ggf. unter Berücksichtigung von Neu- und Anschlussgeschäften getätigt. Neben bilanziellen werden dabei auch außerbilanzielle Positionen wie Kreditzusagen oder Positionen in Finanzderivaten berücksichtigt. Anhand der Liquiditätsablaufbilanz können die Fristeninkongruenzen („Gaps“) zwischen Ein- und Auszahlungen analysiert werden („Gap-Analyse“).
Das Liquiditätsrisiko wird von Geschäften, Finanzinstrumenten und Finanzprodukten verursacht, deren zukünftige Geldströme noch unbekannt sind (stochastische Zahlungsströme). Für diese Geschäfte und Produkte müssen Modellierungsannahmen getroffen werden. Liquiditätsablaufbilanzen werden häufig unter der Verwendung verschiedener Annahmen erstellt. Insbesondere kann durch die Annahme ungünstiger Marktentwicklungen (Bankenkrisen, Finanzkrisen) untersucht werden, ob das betreffende Unternehmen in der Lage ist, das Eintreten solcher Entwicklungen zu überleben (Risikotragfähigkeit).
Durch die Verknüpfung der Liquiditätsablaufbilanz mit veränderlichen Refinanzierungsaufschlägen kann das erfolgswirksame Liquiditätsrisiko ermittelt werden („Liquiditätsausgleichsverfahren“).